# Lancia da giostra

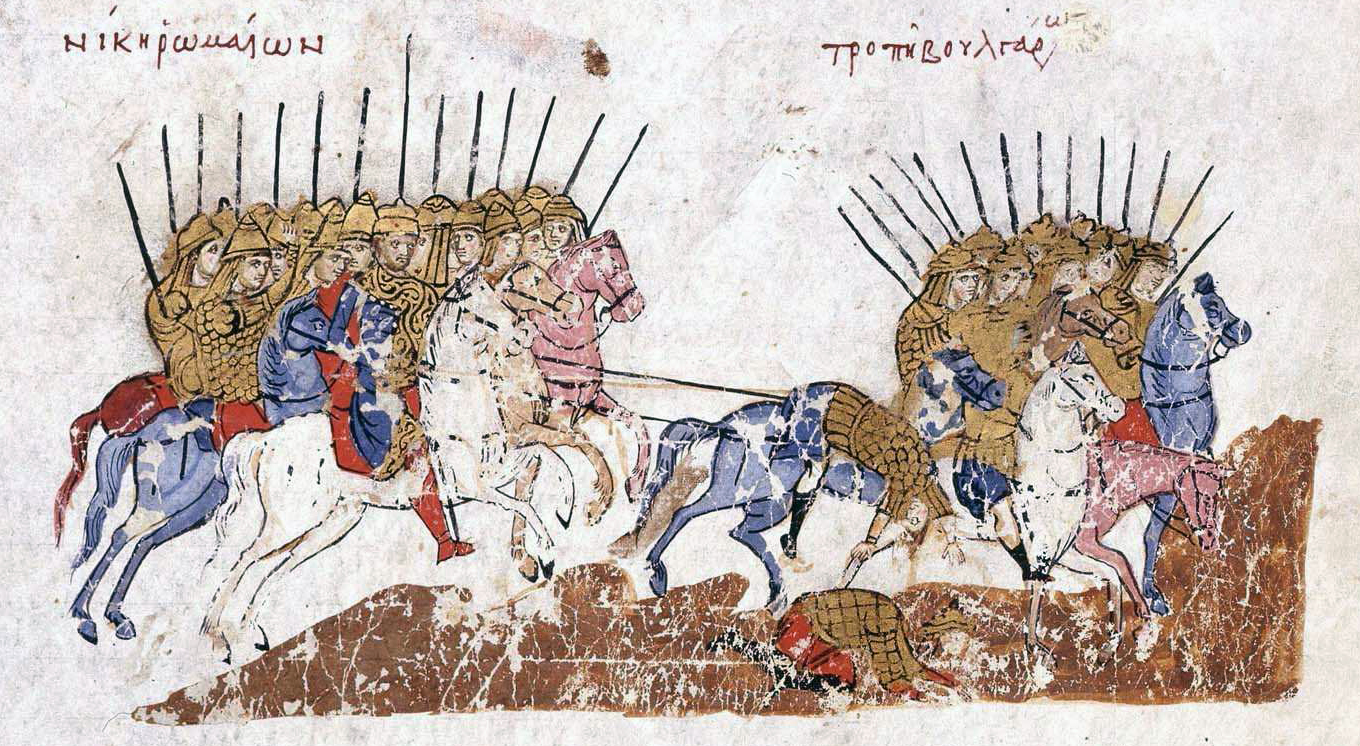
Carica di catafratti bizantini armati di kontos: Cronaca di Giovanni Scilitze, Codex Græcus Matritensis, Biblioteca Nacional de España, Madrid.

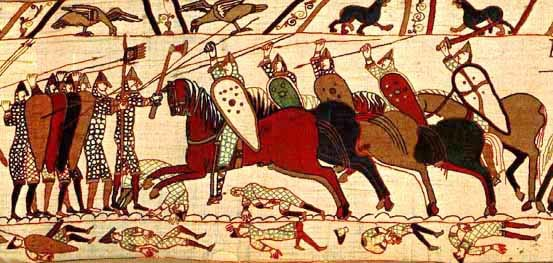
Carica dei cavalieri normanni nella Battaglia di Hastings - Arazzo di Bayeux.

La lancia da giostra era l'arma inastata in dotazione quale arma primaria alle forze di cavalleria pesante del Medioevo europeo.
Sviluppata sia a fini bellici che a fini ludico-sportivi per l'utilizzo nelle giostre, da cui il nome, l'arma presentava anche una variante nota come "lancia cortese", più fragile e priva di punta, o dotata di punta smussata, per salvaguardare l'incolumità del bersaglio.

## Storia

### Origini
A partire dalla massiccia riforma dell'esercito franco operato da Carlo Magno al tempo del Sacro Romano Impero, la figura del guerriero montato in armi guadagnò sempre più prestigio ed importanza sia a livello militare che sociopolitico. Espressione della società guerriera dominante in una realtà politico-geografica, la Francia, caratterizzata dalla presenza di ricchi pascoli e grandi praterie, il miles carolingio iniziò a specializzarsi nella lotta "a cavallo" ed a privilegiare l'uso di armi che gli permettessero di meglio sfruttare tutti quei vantaggi tattici garantiti dalla posizione sopraelevata rispetto al suolo.
In un simile contesto, la lancia da cavalleria, enucleata nell'archetipo del contus in dotazione ai catafratti dell'Impero romano tardo antico e dell'Impero bizantino giustinianeo, capace di garantire al guerriero la possibilità di disarcionare un altro cavaliere o di impalare un fantaccino mantenendo una certa distanza dal bersaglio, finì gioco-forza per cattivarsi grande attenzione.

### Evoluzione
Rispetto al contus del mondo partico-bizantino, i cavalieri dell'esercito franco prima ed ottoniano poi predilessero la chiavarina, una particolare tipologia di lancia sviluppata nell'areale germanico per la caccia al cinghiale. Un'arma robusta, con testa metallica a losanga, caratterizzata da due bracci d'arresto (lug) posti sulla gorbia per impedire che la violenza del colpo bloccasse troppo in profondità l'astile nelle carni del bersaglio.
Il momento cruciale per lo sviluppo della lancia da giostra fu l'XI secolo, quando si diffuse la strategia della "carica con lancia in resta": un accorgimento tattico ideato, pare dai Normanni, certo non prettamente risolutivo, dagli svariati punti deboli ma di enorme impatto sull'opinione pubblica e sull'immaginario degli europei del post-anno Mille poiché proprio con una simile tattica i crociati avevano definitivamente sbaragliato le forze dei turchi selgiuchidi durante l'Assedio di Antiochia (1098).

L'esito di questo sviluppo fu duplice:
- da una parte si codificò un utilizzo "sotto braccio" della lancia, a chiaro discapito della maneggevolezza dell'arma (ancora nell'Arazzo di Bayeux, descrivente i fatti occorsi nella Battaglia di Hastings del 1066, la cavalleria pesante normanna è ritratta mentre utilizza "sopra braccio" le lance) ma funzionale ad un impatto più penetrante;
- dall'altra si spinsero i fabbricanti d'armi medievali a produrre armi sempre più solide e lunghe per i cavalieri e, al contempo, a sviluppare armature abbastanza robuste per reggere l'impatto di tali armi quando volte contro di loro.

Il bisogno di poter meglio maneggiare una lancia sempre più pesante provocò una massiccia evoluzione nella linea e nella componentistica della corazza in uso ai milites. la cotta di maglia venne irrobustita da piastre metalliche per reggere meglio l'urto di punta delle lance e delle frecce. Alla piastra pettorale venne poi fissato un uncino metallico, la resta, il cui scopo precipuo era garantire una miglior presa "sotto braccio" della lancia durante la carica. Il lato sinistro della corazza (pettorale, spalla e braccio), solitamente bersaglio preferenziale del colpo di lancia nello scontro tra cavaliere vs cavaliere, fosse esso reale o ludico, venne irrobustito con un'apposita forma di spallaccio "avvolgente", la guardastanca. I finimenti stessi della cavalcatura furono oggetto di un'accorta opera di irrobustimento: a prescindere infatti dal ritorno in auge di cavalli interamente corazzati su modello degli antichi catafratti, caratteristica precipua della sella basso-medievale era la presenza di arcioni piatti in sostituzione dei "pomi", in pratica due fermi che "incastravano" il bacino del cavaliere per aiutarlo a resistere al colpo di lancia che lo avrebbe potuto facilmente sbalzare di sella ("disarcionare" in lingua italiana).

### Sviluppi rinascimentali
La rivoluzione militare rinascimentale introdusse nei campi di battaglia europei importanti novità tecnico-strategiche che costrinsero la figura del guerriero corazzato a cavallo armato di lancia ad una radicale revisione delle sue mansioni, del suo equipaggiamento e del suo stile di combattimento:
- a partire dal felice esito degli scontri tra i mercenari svizzeri armati di picca e la cavalleria del Ducato di Borgogna, rinomata come la miglior cavalleria d'Europa, (primordi del XV secolo), le forze di fanteria ordinate in serrati quadrati di picchieri divennero l'elemento principe nella risoluzione degli esiti degli scontri campali;
- il passaggio delle armi da fuoco dalla fanteria alla cavalleria, concretizzatosi con l'invenzione della pistola a ruota (primordi del XVI secolo) facilmente ricaricabile stando in sella, spinse verso la creazione di appositi corpi di cavalleria pesante che sfruttassero le armature per portarsi il più vicino possibile al nemico, scaricare le loro armi da fuoco e passare alla carica all'arma bianca: i corazzieri.

Contrariamente a quanto si è semplicisticamente portati a supporre, queste radicali innovazioni non portarono alla scomparsa della lancia dalla panoplia dei cavalieri del Cinquecento o del Seicento. Testimonianze scritte ed iconografiche testimoniano la sopravvivenza, nel Regno di Francia e nel Regno d'Inghilterra, di corpi di cavalleria pesante armati sia di lancia che di pistole durante il XVI secolo.

## Caratteristiche

### Descrizione
Era un tipo di lancia da cavalleria che sommava alle normali caratteristiche delle lance già in uso presso la cavalleria dell'Antichità particolari accorgimenti volti ad amplificarne l'efficacia: un padiglione metallico "para-mano", un anello d'aggancio alla resta applicata sulla corazza dell'utente e punta cuspidata in metallo di circa 20 cm.

### Costruzione

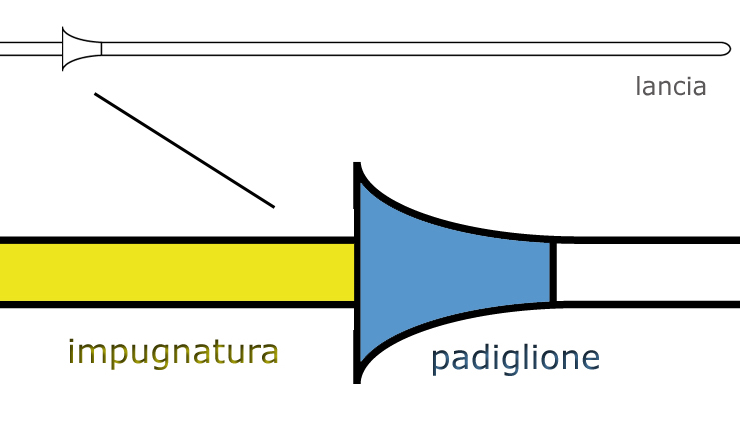
Impugnatura e padiglione di una lancia da giostra.

Frutto del processo evolutivo partito in epoca tardo-antica dal contus dei Sarmati, la lancia da giostra in uso alla cavalleria pesante medievale era un'arma lunga circa 4 metri.

A seconda dell'utilizzo, arma da guerra vera e propria o arma "cortese" da utilizzarsi a scopo ludico durante tornei, quintane e quant'altro, gli elementi costitutivi della lancia variavano.
- L'astile era sempre realizzato in legno: frassino per le lance da utilizzarsi durante il torneo, onde facilitarne la rottura all'impatto a salvaguardia dell'incolumità del bersaglio, ed abete, elastico e robusto, per gli scontri con la cavalleria nemica, onde garantire all'utente un'arma in grado di reggere più scontri;
- Il vertice superiore dell'astile era coperto, in guerra, da una gorbia con cuspide in metallo a sezione quadrata, volta a meglio penetrare le sempre più pesanti corazze a piastre, lunga fino ad una ventina di centimetri. Le lance utilizzate per giostrare tra gentiluomini erano invece prive di cuspide: alla gorbia era assicurata una testa metallica tondeggiante, in alcuni casi dentata.
- L'impugnatura era dotata di diversi accorgimenti volti a garantire miglior agio e maggior protezione all'utente:
  - un anello o un gancio permettevano di assicurare l'arma più saldamente alla resta del cavaliere;
  - un elemento protettivo in metallo a forma di campana, il padiglione, separava l'impugnatura dall'astile, onde meglio proteggere la mano dell'utente.

L'intera superficie dell'arma era spesso decorata a colori vivaci, mentre un pennone con le insegne nobiliari (v. araldica) del cavaliere era assicurato alla base della punta metallica.

## Galleria d'immagini
Lance da giostra in azione durante rievocazioni storiche di tornei e feste medievali.

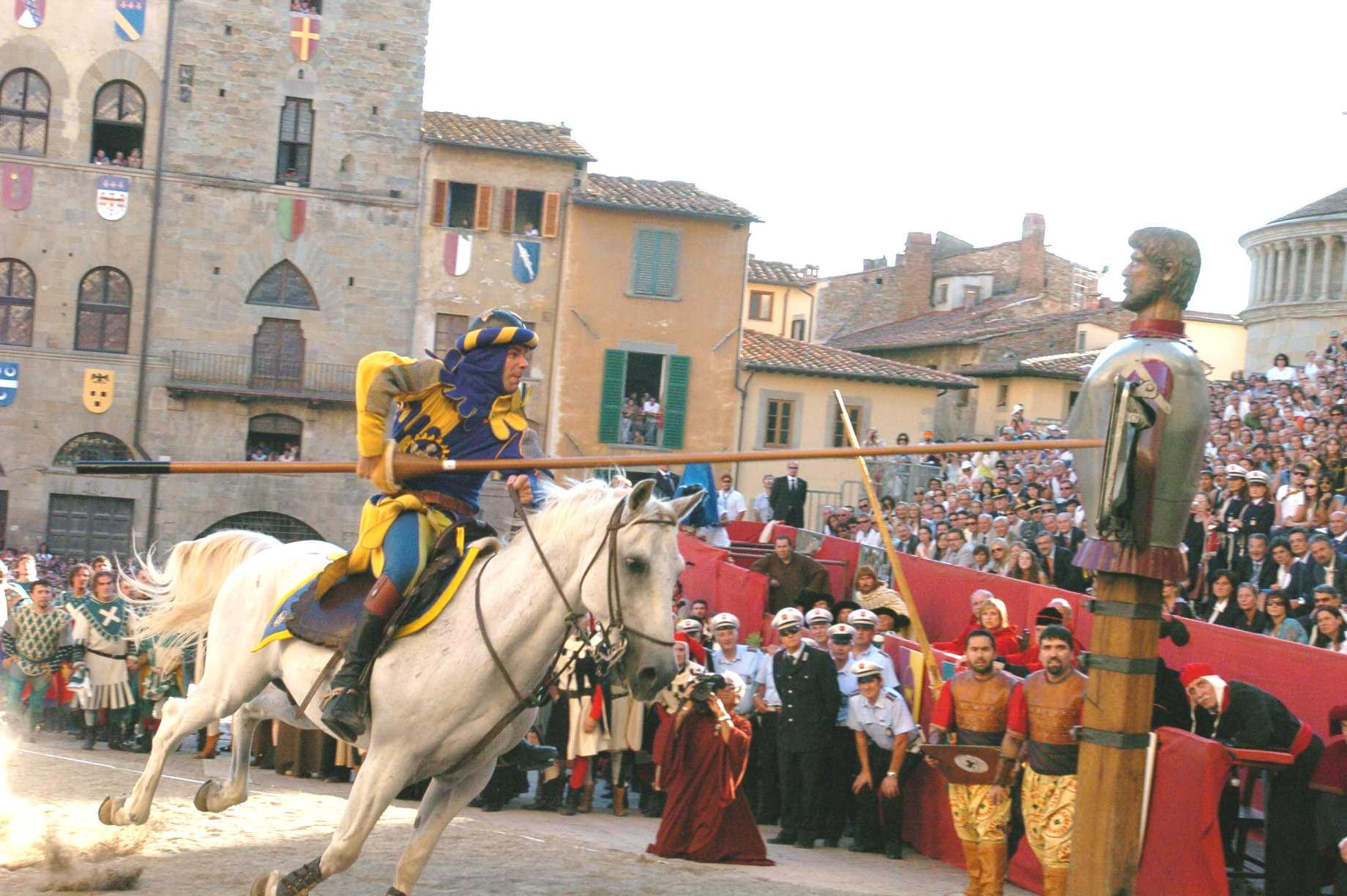
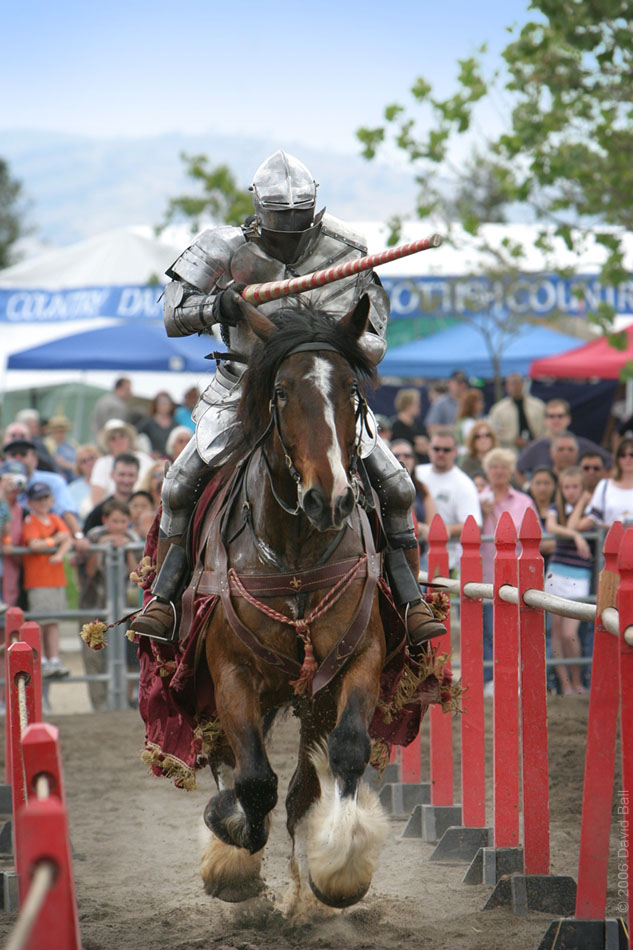
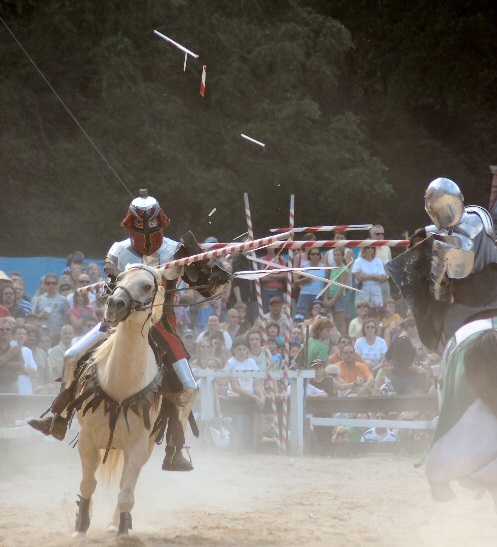